# جون كندرو

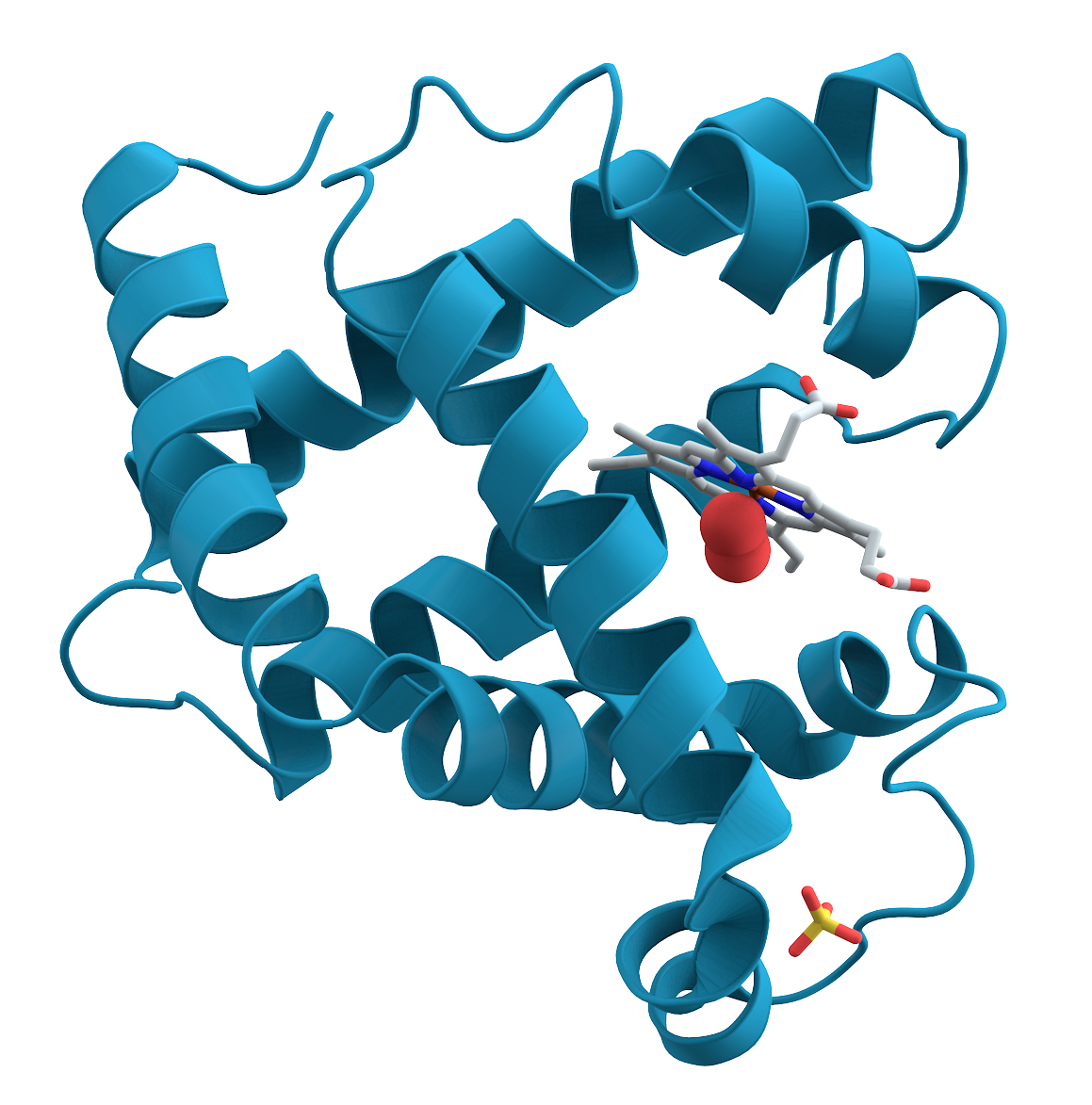
تمثيل مجسم لبروتين myoglobin. لوالب ألفا مميزة باللون الأزرق كشرائط عريضة ، وتظهر أيضا ملفات عشوائية random coil كخطوط زرقاء. ولا توجد صفحات بيتا.
(كان هذا البروتين أول بروتين يكشف عن بنيته بطريقة التعيين البلوري بالأشعة السينية ، وقام بها العالمان ماكس بيروتس و جون كندرو في عام 1958 ، وحصلا بسبب هذا السبق العلمي على جائزة نوبل في الكيمياء في عام 1962).

كان السير جون كاودري كِندرو (بالإنجليزية: Sir John Cowdery Kendrew)‏ (وُلد في يوم 24 مارس من عام 1917 – توفي في يوم 23 أغسطس من عام 1997) الحائز على رتبة الإمبراطورية البريطانية وزمالة الجمعية الملكية، عالمًا إنجليزيًا في الكيمياء الحيوية، وعلم البلورات ومديرًا علميًا. تشارك كِندرو جائزة نوبل في الكيمياء لعام 1962 مع ماكس بيروتس لعملهما في مختبر كافندش على تحري بنية البروتينات المحتوية على الهيم.

## نشأته وتعليمه
وُلد كِندرو في أُكسفورد لويلفرِد جورج كِندرو، الذي كان محاضرًا في علم المناخ في جامعة أُكسفورد، وإيفيلِن ماي غراهام ساندبورغ، مؤرخة فنية. بعد إتمامه المدرسة التحضيرية في مدرسة دراغون في أكسفورد، تلقى تعليمه في كلية كليفتون في برستل بين عامي 1930 و1936. ارتاد في عام 1936 كلية الثالوث في كامبريدج، بصفة باحث كبير، وتخرج من تخصص الكيمياء في عام 1939. قضى الأشهر الأولى من الحرب العالمية الثانية في أبحاثه على حركية التفاعل، ثم صار عضوًا في المؤسسة البحثية التابعة لوزارة الطيران، وعمل على الرادار. في عام 1940، انخرط في البحث العملياتي في مقرات سلاح الجو الملكي، حيث حصل على رتبة قائد جناح آر. أيه. إف فخرية وأُجيز شهادة الدكتوراه خاصته بعد الحرب في عام 1949.

## بحوثه وحياته المهنية
خلال سني الحرب، تزايد اهتمامه في قضايا الكيمياء الحيوية، وقرر العمل على بنية البروتينات.

### علم البلورات
تواصل عام 1945 مع ماكس بيروتس في مختبر كافندش في كامبريدج. اقترح جوزيف باركروفت، عالم في وظائف الجهاز التنفسي، أنه قد يجري دراسة بلورات بروتين مقارنة على هيموغلوبين خروف بالغ وجنين خروف، وبدأ هذا العمل.
أصبح في عام 1947 زميلًا في بيترهاوس؛ ووافق مجلس البحوث الطبية على إنشاء وحدة بحثية لدراسة البنية الجزيئية للأنظمة الحيوية، تحت إشراف السير لورنس براغ. صار في عام 1954 محاضرًا في مختبر ديفي فاراداي في المعهد الملكي في لندن.

### البنية البلورية للميوغلوبين
تشارك كِندرو جائزة نوبل للكيمياء مع ماكس بيروتس لتحديدهما البنى الذرية الأولى للبروتينات باستخدام دراسة البلورات بالأشعة السينية. أُنجز هذا العمل في ما يُعرف اليوم بمختبر إم آر سي لعلم الأحياء الجزيئي في كامبريدج. حدد كِندرو بنية بروتين الميوغلوبين، الذي يخزن الأكسجين في خلايا العضلات. في يوم السبت الموافق لـ20 أكتوبر من عام 1962، هُجي منح جوائز نوبل لجون كِندرو وماكس بيروتس، وكريك، وواتسون، وويلكينز، في فقرة قصيرة من برنامج ذات واز ذا ويك ذات واز على تلفزيون بي بي سي وأُشير إليه بصفة «حمّامات ألفريد نوبل للسلام».
في عام 1947، وافق إم آر سي على إنشاء وحدة بحثية لدراسة البنية الجزيئية للأنظمة الحيوية. كانت الدراسات الأصلية على بنية هيموغلوبين الخروف، لكن عندما تطور العمل إلى الحد الأقصى الممكن باستخدام الموارد التي كانت متاحة وقتها، شرع كِندرو بدراسة الميوغلوبين، وهو جزيء بربع حجم جزيء الهيموغلوبين فقط. كان قلب الحصان مصدره البدئي للمواد الخام، لكن البلورات التي حصل عليها بهذه الطريقة كانت أصغر من تحليلها باستخدام الأشعة السينية. أدرك كِندرو أن النسيج الحافظ للأكسجين في الثدييات البحرية يمكنه توفير فرصة أفضل، وقادت فرصة عابرة إلى تحصيله قطعة ضخمة من لحم الحوت من البيرو. أعطى ميوغلوبين الحوت بلورات ضخمة ذات أنماط انعراج أشعة سينية نظيفة. مع ذلك، بقيت المشكلة عصية على الحل، إلى أن اكتشف ماكس بيروتس في عام 1953 أن مشكلة الموجة في تحليل أنماط الانعراج يمكن حلها عبر التبديل المتعدد متماثل التبلور، بالمقارنة بين أنماط من عدة بلورات؛ إحداها من البروتين الأصلي، والبقية منقوعة بمحاليل من المعادن الثقيلة وأيونات المعادن المقدمة بأوضاع واضحة مختلفة. استنتجوا خارطة كثافة الإلكترون بدقة 6 أنغستروم (0.6 نانومتر) في عام 1957، وفي عام 1959 أمكن بناء نموذج جزيئي بدقة 2 أنغستروم (0.2 نانومتر).

## وصلات خارجية
جون كندرو على موقع الموسوعة البريطانية (الإنجليزية)
- جون كندرو على موقع مونزينجر (الألمانية)
- جون كندرو على موقع إن إن دي بي (الإنجليزية)